# Angelo Carboni
Angelo Carboni (Frosinone, 18 giugno 1891 – 8 gennaio 1977) è stato un avvocato e politico italiano.